# 澳門巴士MT2路線
澳門巴士MT2路線是由澳巴經營，往返城市日前地和氹仔中央公園的巴士路線。

## 簡介及歷史
- 2006年11月10日，本線開通，由南灣／羅保博士街總站經望德聖母灣往返澳門機場，由澳巴經營本線。[1]

- 2007年2月10日，本線改由新福利經營。[1]

- 2007年10月16日，配合氹仔臨時客運碼頭啟用，新增停靠「臨時客運碼頭」站。[2][3][4]

- 2008年2月5日起，“亞馬喇前地”站啟用，本線改以該站為總站。[5]

- 2009年1月20日，取消停靠“路氹連貫公路/科技大學”站，新增停靠近嘉樂庇總督馬路一邊（南光油站附近）的偉龍馬路及位於科技大學門前的偉龍馬路臨時站。[6]

- 2009年9月1日，尾班車調整至20:00。[7]

- 2011年8月1日，本線改由維澳蓮運經營。

- 2011年8月3日，因維澳蓮運班次嚴重不足，澳巴支援本線，維澳蓮運以象徵性投入一部巴士行駛本線。

- 2011年8月28日，總站延伸至城市日前地。[8]

- 2011年8月29日，因維澳蓮運高薪挖角，澳巴由即日起不再支援本線。本線原計劃即日起短期內交由澳巴獨營。

- 2012年6月1日，新增停靠「海洋會所」、「機場圓形地／偉龍」站。[9]

- 2014年3月15日，配合巴士站分流，取消停靠「氹仔花城」站。[10]

- 2014年7月1日，本線改由新時代營運。

- 2016年5月28日，取消停靠「海洋會所」站。[11]

- 2016年9月24日，「亞利雅架前地」站與「寶龍花園」站合併，命名為「百利寶花園」站。[12]

- 2016年10月9日，配合氹仔運動場圓形地及周邊道路恢復，恢復停靠「運動場圓形地」臨時站。[13]

- 2016年12月18日，重組路線，本線取消往返運動場道、望德聖母灣大馬路至澳門機場的一段行程。[14]

- 2017年2月17日，取消停靠“駿景酒店”站，改停靠“南新花園”及“賽馬會-1”站。[15]

- 2017年4月29日，新增停靠「美景花園」站。[16]

- 2017年7月30日，本線逢周日及公眾假期的班次由每12-20分鐘一班劃一改為20分鐘一班。[17]

- 2018年6月9日，取消停靠「布拉干薩街」站，新增停靠「氹仔中央公園／成都街」及「廣東大馬路／濠景」站。[18]

- 2018年8月1日，本線回復由澳巴營運。

- 2019年3月16日起，配合土地工務運輸局建造行人天橋工程的推進，期間暫不停靠「美景花園」站。

- 2019年11月23日起，永久取消停靠「美景花園」站。[19]

- 2019年12月28日起，往返程新增停靠「柯維納馬路」站。[20]

- 2021年1月25日起，本線全線改用中巴。

- 2021年8月14日，因運動場圓形地重整工程完工，本線恢復停靠“美景花園”站。[21]

- 2022年7月11日至7月17日，因實施「全澳相對靜止管理」措施，本線暫停營運。[22]

- 2022年7月18日至7月22日，因宣佈延長“相對靜止管理”措施，本線維持上述措施。[23]

- 2022年7月23日起，因“相對靜止管理”結束，本線恢復營運。[24]

## 使用車輛
2022年3月8日前：
- 宇通ZK6902HG

2022年3月8日起：
- 宇通ZK6902HG
- 中通LCK6980SHEVG

2022年4月1日起：
- 宇通ZK6902HG
- 宇通ZK6986HG
- 中通LCK6980SHEVG

2022年4月11日起：
- 宇通ZK6902HG
- 中通LCK6980SHEVG

2022年4月18日起：
- 中通LCK6980SHEVG

## 電牌
| 往澳門方向                     | 往澳門方向                        | 往澳門方向 |
| 日期                           | 頭牌                              | 圖例       |
| ------------------------------ | --------------------------------- | ---------- |
| 2011年8月28日前                | 亞馬喇前地                        |            |
| 2011年8月28日起                | 城市日前地                        |            |
| 2023年6月10日起                | 經葡京、永利、美高梅 （轉頁顯示） |            |
| 往氹仔方向                     |                                   |            |
| 日期                           | 頭牌                              | 圖例       |
| 2016年12月18日前               | 澳門機場                          |            |
| 2016年12月18日至2019年11月22日 | 運動場圓形地                      |            |
| 2019年11月23日起               | 氹仔中央公園                      |            |

## 路線資料

### 收費
| 收費類別     | 收費類別                      | 收費類別             | 費用 |
| ------------ | ----------------------------- | -------------------- | ---- |
| 現金         | 現金                          | 現金                 | $6.0 |
| 境外支付工具 | 支付寶（內地及香港）          | 支付寶（內地及香港） | $6.0 |
| 境外支付工具 | 雲閃付 非綁定澳門銀聯卡       |                      | $6.0 |
| 境外支付工具 | 微信支付（內地及香港）        |                      | $6.0 |
| 境外支付工具 | 交通聯合 非澳門發行的全國通卡 |                      | $6.0 |
| 境內支付工具 | 澳門通                        | 全民卡               | $3.0 |
| 境內支付工具 | 澳門通                        | 學生卡               | $1.5 |
| 境內支付工具 | 澳門通                        | 長者卡               | 免費 |
| 境內支付工具 | 澳門通                        | 殘疾卡               | 免費 |
| 境內支付工具 | 聚易用＋                      | 聚易用＋             | $3.0 |

### 服務時間及班距
| 服務時間                      | 服務時間   | 星期一至六  | 星期日 （含公眾假期） |
| ----------------------------- | ---------- | ----------- | --------------------- |
| 城市日前地                    | 城市日前地 | 07:00-21:45 | 07:00-21:45           |
| 班距                          | 尖峰       | 12-15分鐘   | 18-22分鐘             |
| 班距                          | 離峰       | 15-22分鐘   | 18-22分鐘             |
| 懸掛8號風球後30分鐘開出尾班車 |            |             |                       |

### 路線停站
| MT2  | 城市日前地 ↺ 氹仔中央公園 | 城市日前地 ↺ 氹仔中央公園 | 城市日前地 ↺ 氹仔中央公園 |
| 序號 | 循環線                    | 循環線                    | 循環線                    |
| 序號 | 站號                      | 站名                      | 輕軌站／備註              |
| 1    | M268                      | 城市日前地                |                           |
| 2    | M172/12                   | 亞馬喇前地                |                           |
| 3    | T330/4                    | 蘇利安圓形地              |                           |
| 4    | T335/2                    | 海洋廣場                  |                           |
| 5    | T338                      | 海洋花園衛生中心          | 海洋站                    |
| 6    | T326/4                    | 柯維納馬路                | 馬會站                    |
| 7    | T332/1                    | 南新花園                  | 馬會站                    |
| 8    | T331                      | 美景花園                  | 運動場站                  |
| 9    | T412                      | 氹仔中央公園／成都街      |                           |
| 10   | T352                      | 廣東大馬路／濠景          |                           |
| 11   | T327                      | 賽馬會                    | 馬會站                    |
| 12   | T326/2                    | 柯維納馬路                | 馬會站                    |
| 13   | T337                      | 氹仔海濱花園              | 海洋站                    |
| 14   | T334                      | 海洋花園／紫荊苑          |                           |
| 15   | M172/16                   | 亞馬喇前地                |                           |
| 16   | M159                      | 總統酒店                  | 賽車期間不停靠            |
| 17   | M262                      | 城市日大馬路／波爾圖街    |                           |

## 圖片集

### 維澳蓮運時期

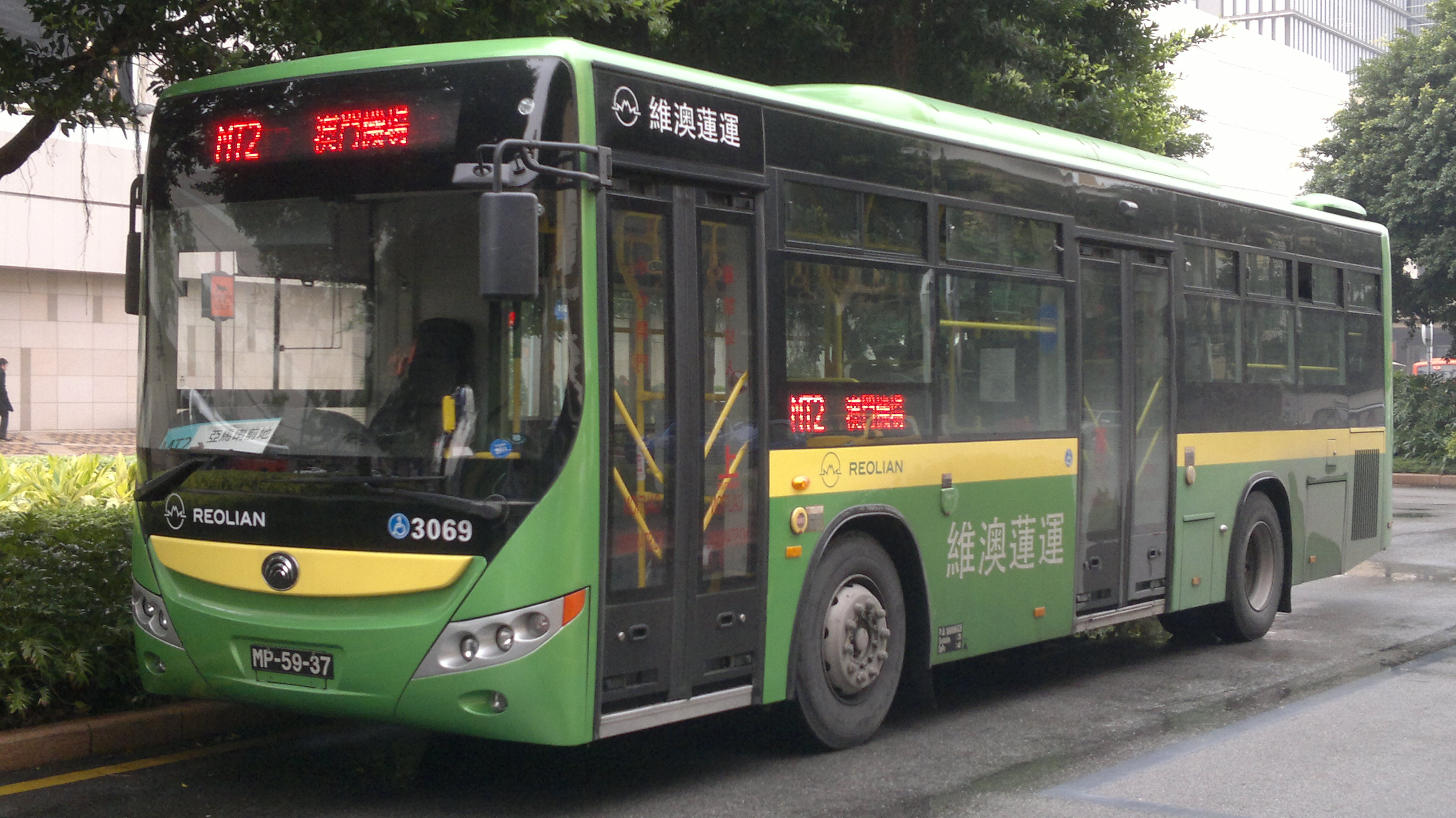
宇通ZK6118HGE

### 新時代時期

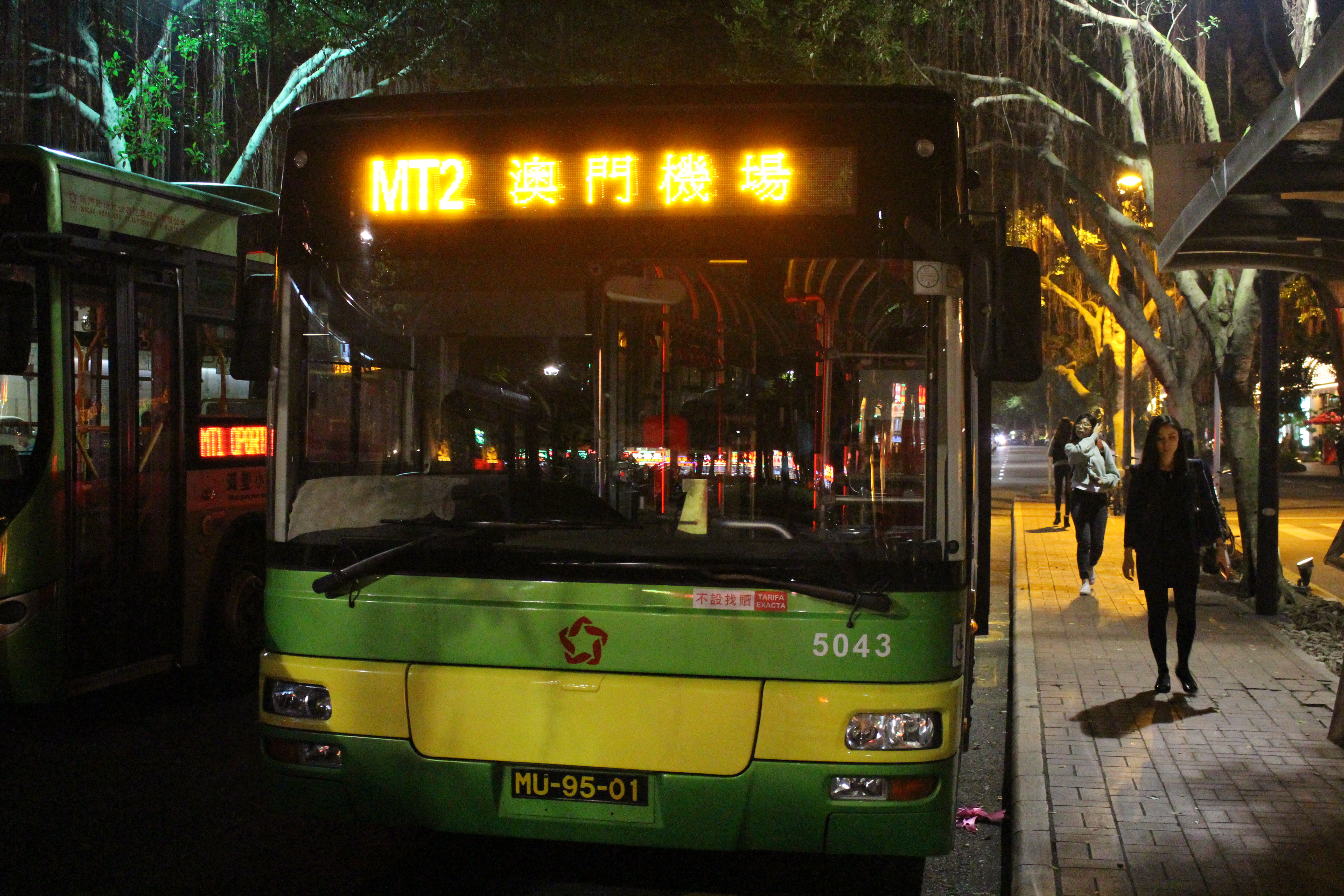
宇通ZK6128HGE
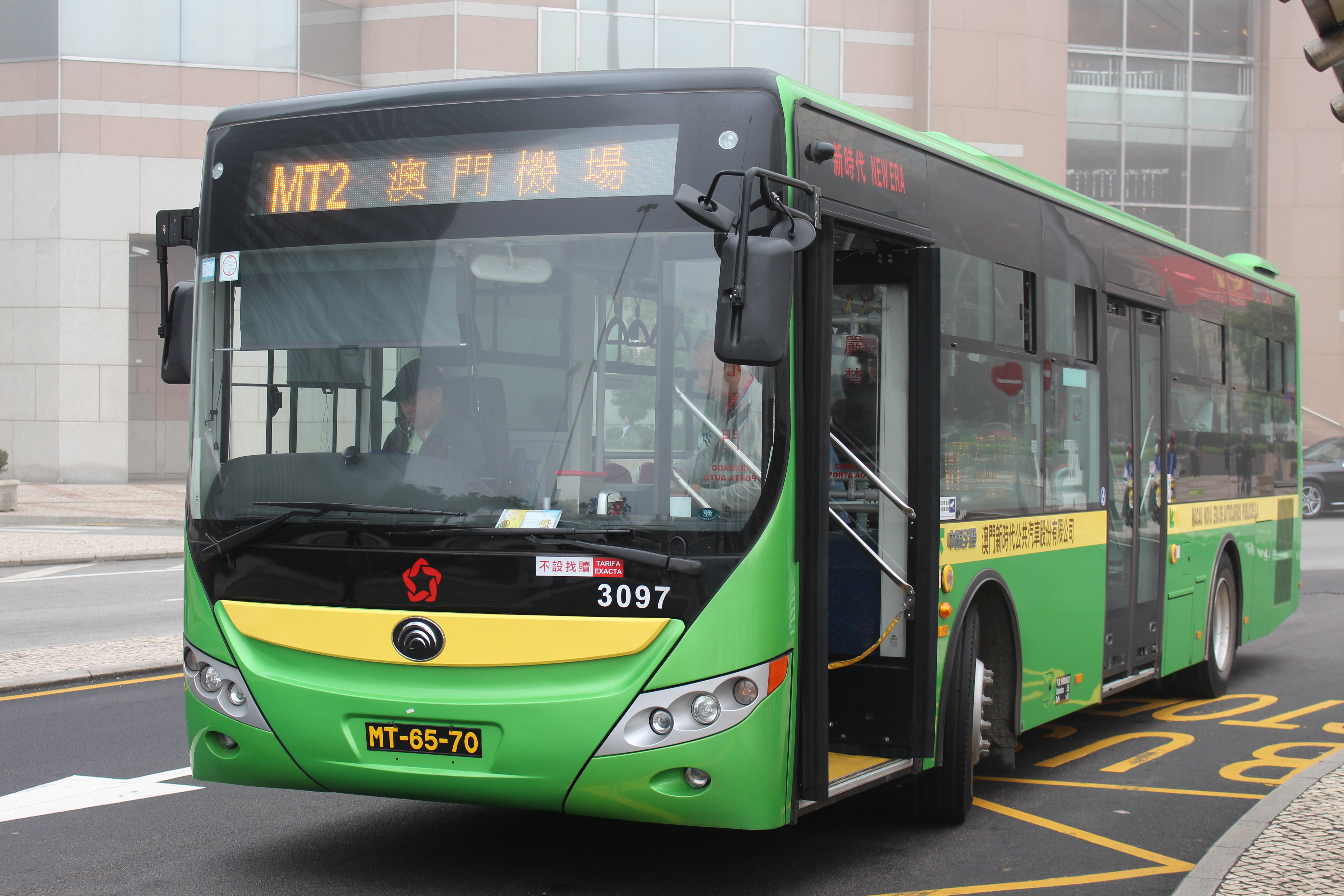
宇通ZK6118HGE

### 澳巴時期

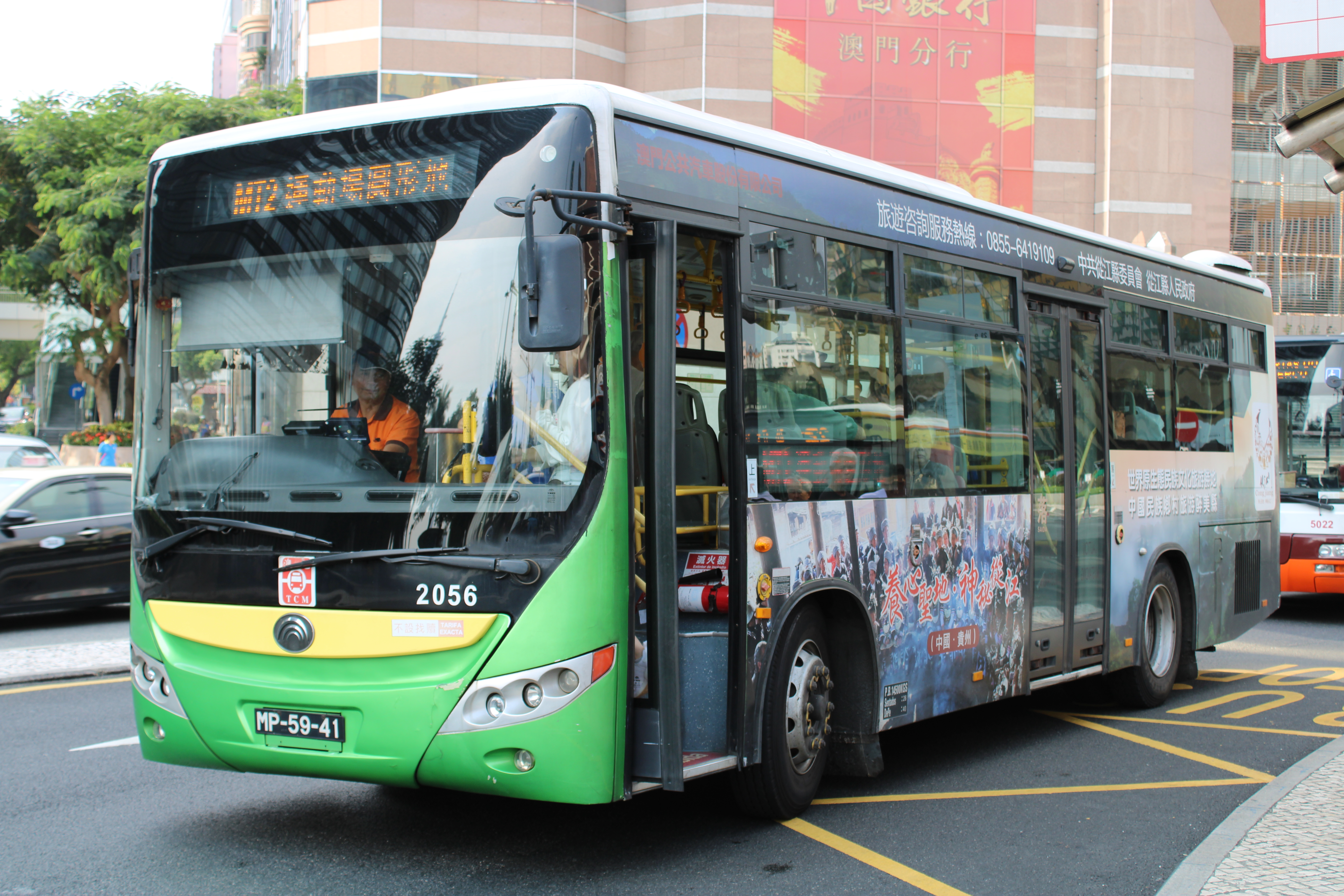
宇通ZK6902HG
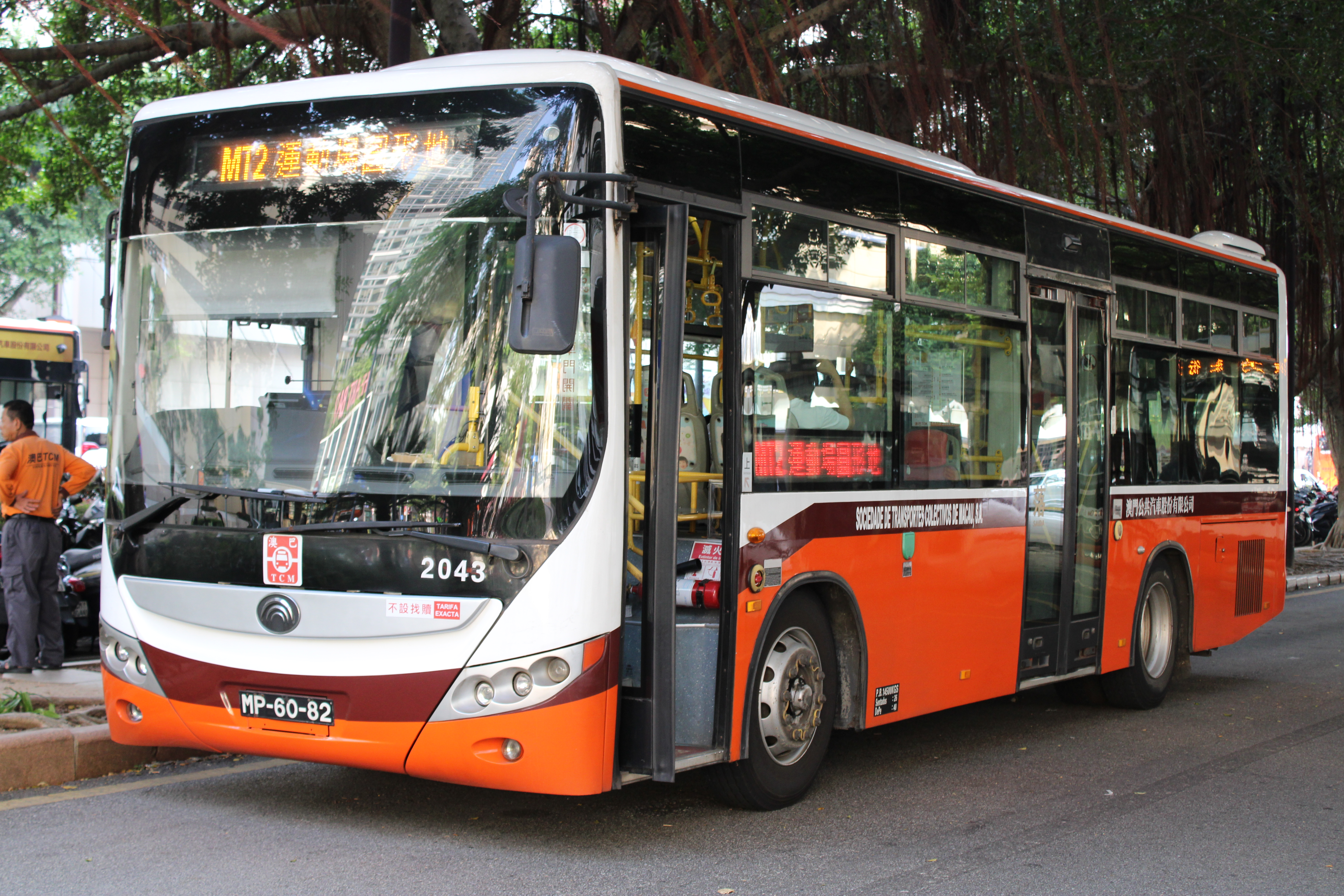
宇通ZK6902HG
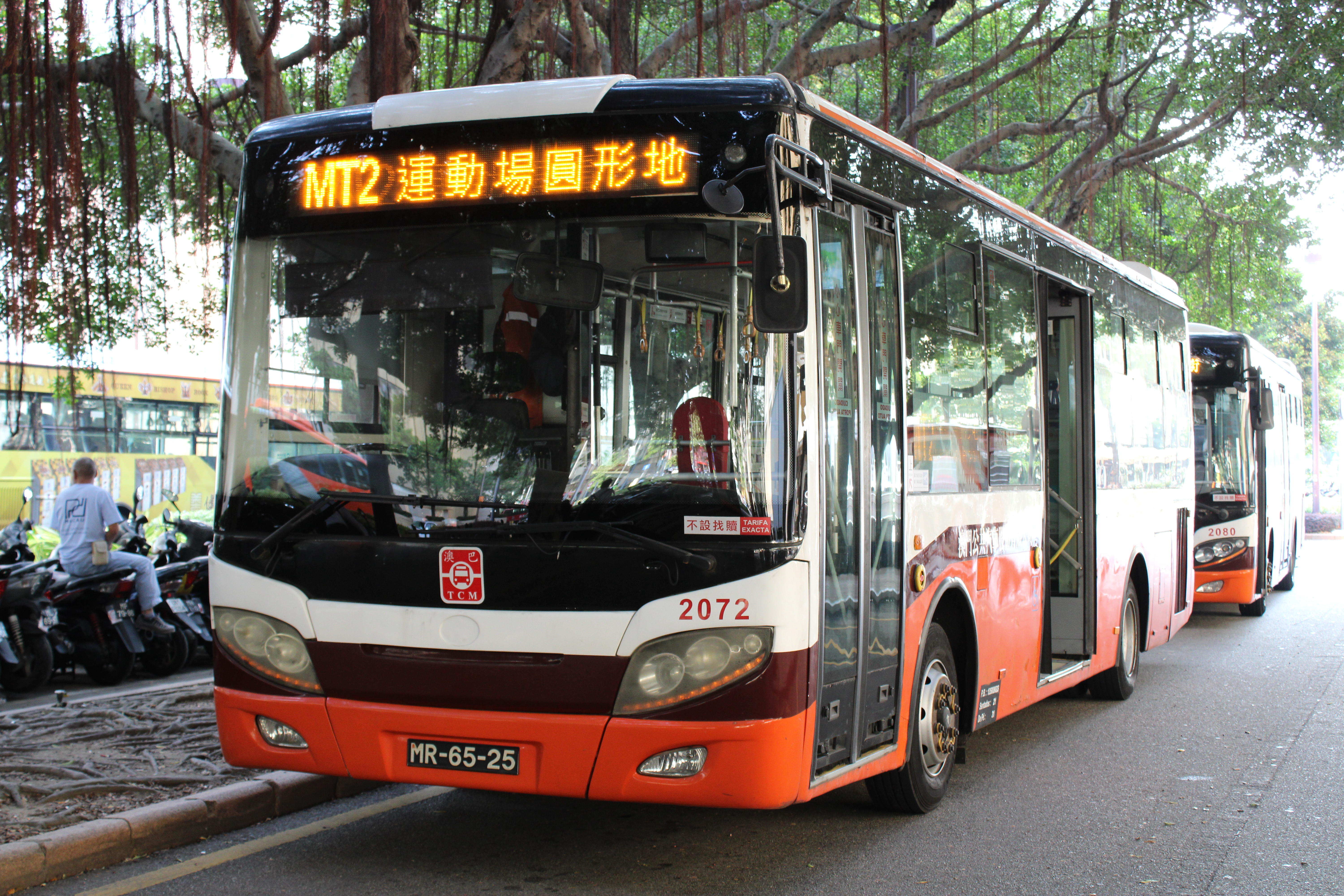
五洲龍FDG6951G
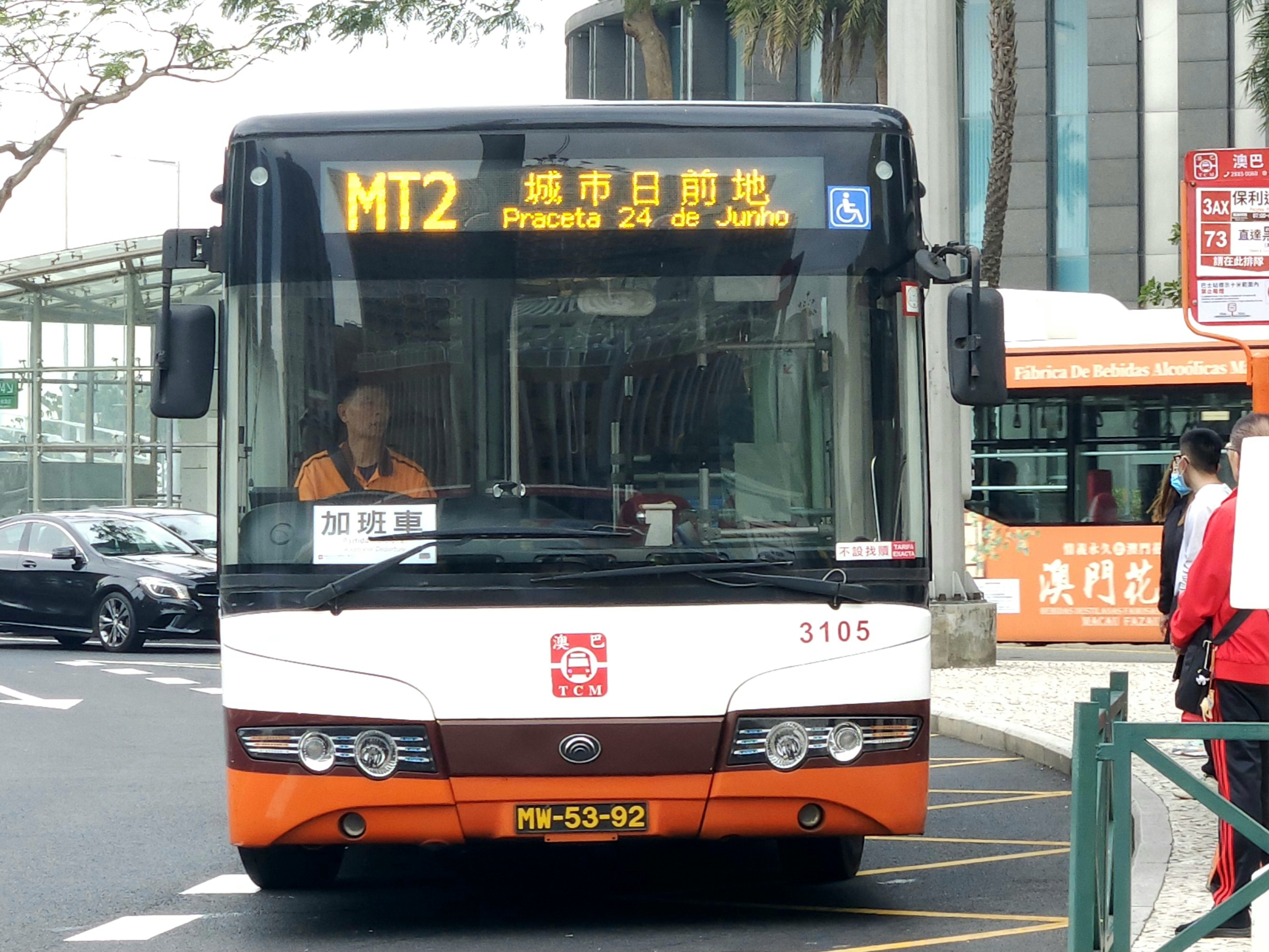
宇通ZK6115HG1
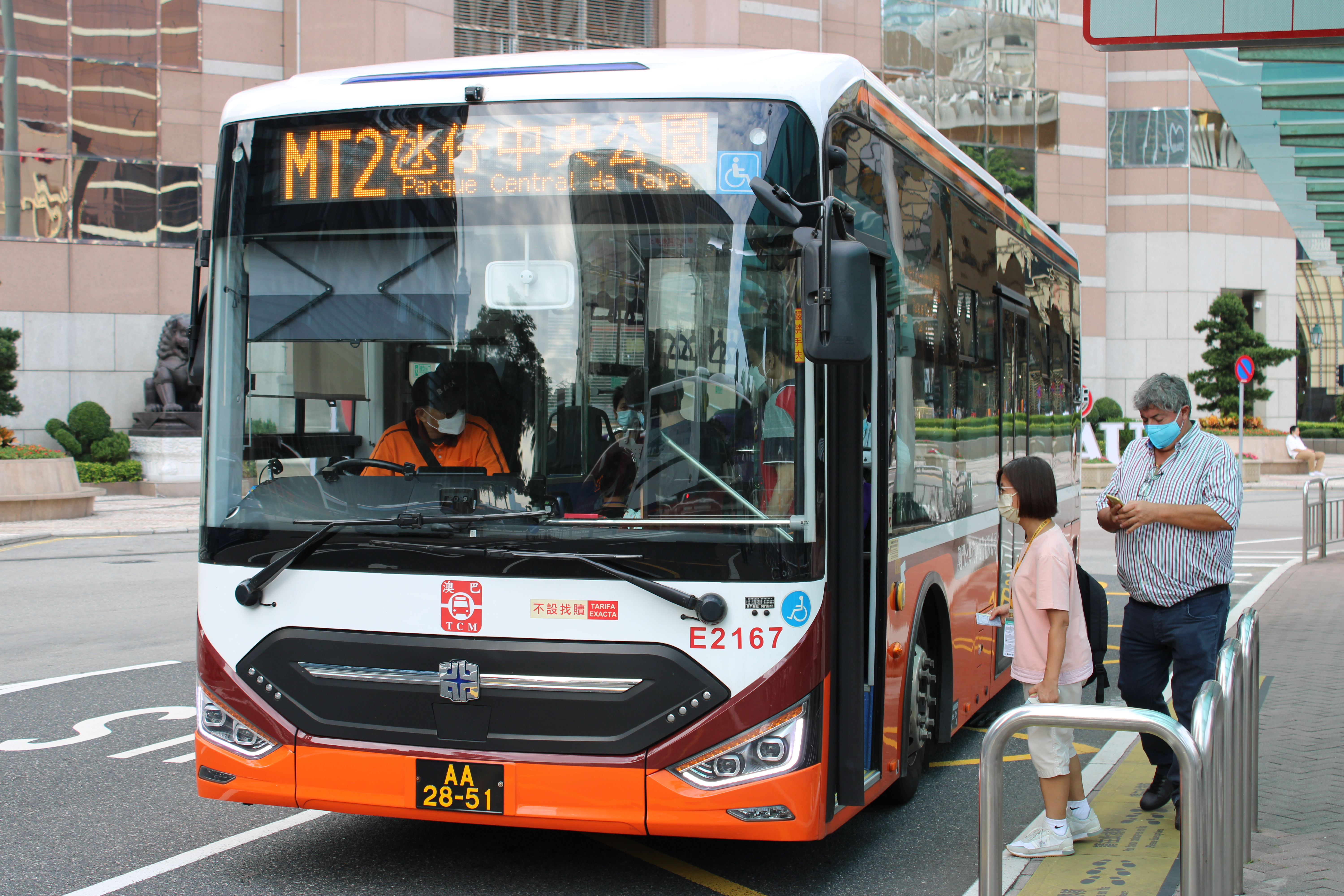
中通LCK6980SHEVG
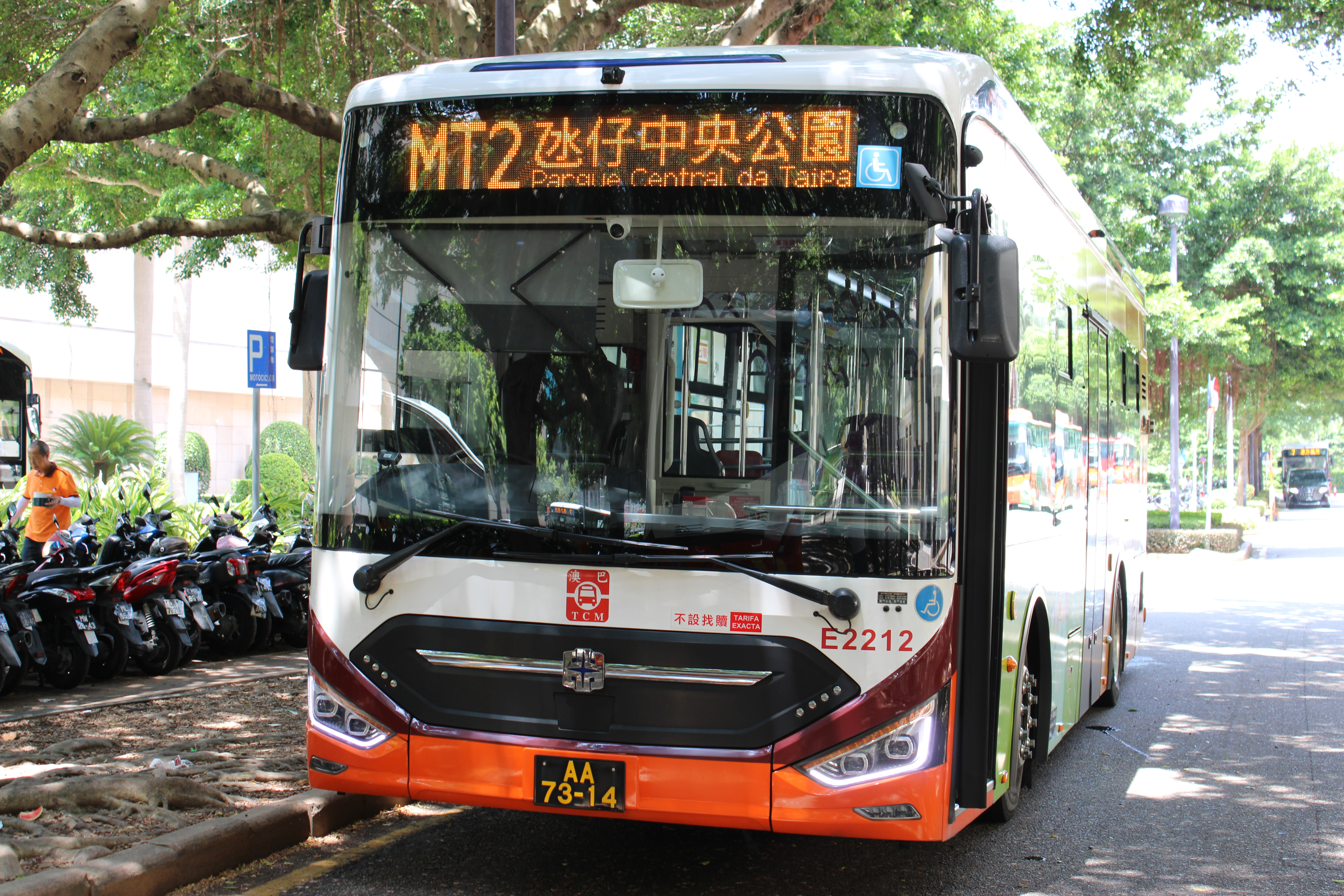
中通LCK6980SHEVG
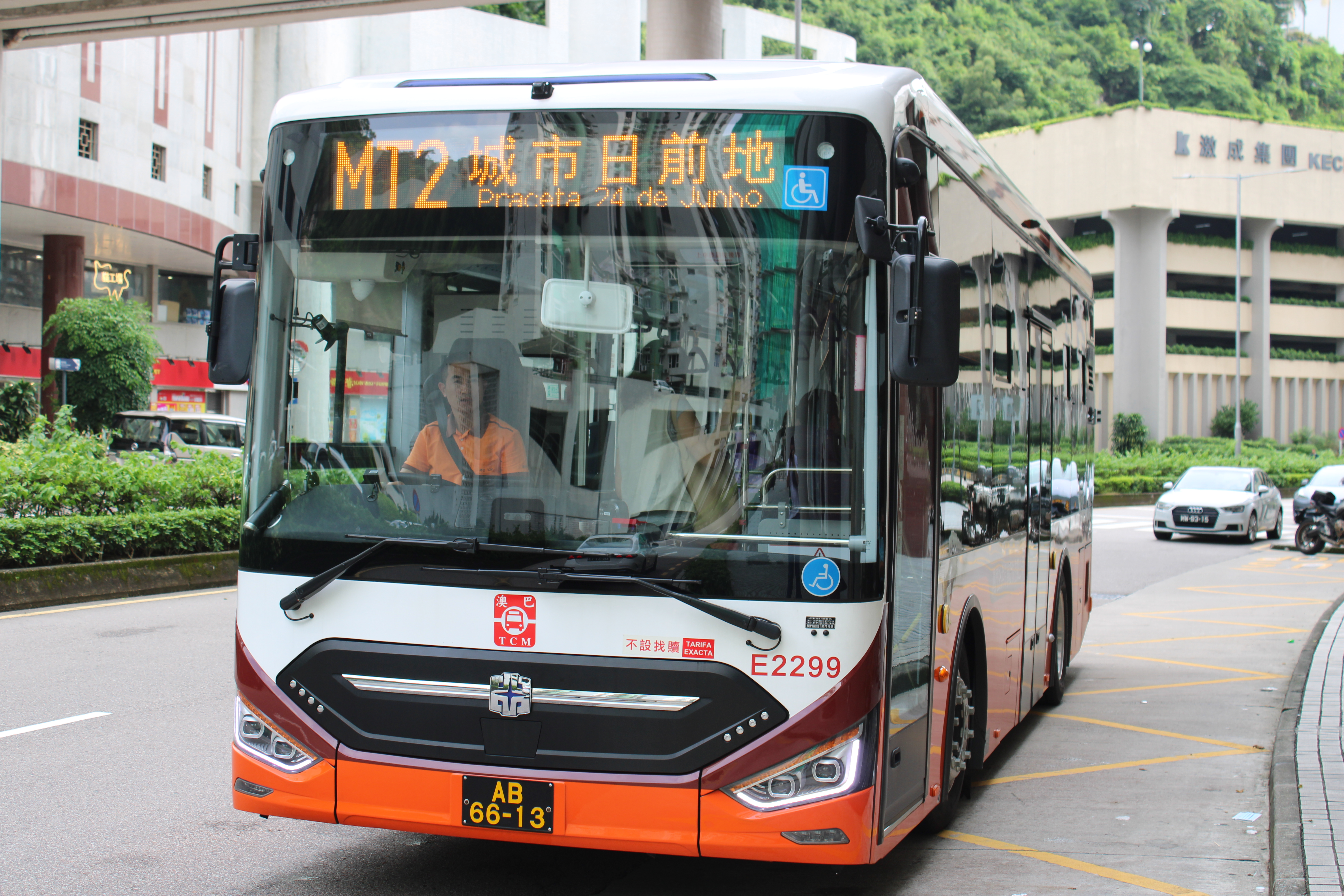
中通LCK6980SHEVG

## 外部連結
- 澳門公共汽車股份有限公司官方網頁 （页面存档备份，存于）（繁體中文）